# محمد جابر أبو شجاع
محمد سامر محمود جابر وكنيته أبو شجاع (6 ديسمبر 1998 – 29 أغسطس 2024) كان قائدًا ميدانيًا بارزًا في الحركة المسلَّحة سرايا القدس الجناح العسكري للجهاد الإسلامي، وهو أحد مؤسسي كتيبة طولكرم الناشِطة في مدينة طولكرم والتي تتبعُ للسرايا حيثُ تولى قيادتها خلفًا لقائدها الأول سيف أبو لبدة. اشتهرَ أبو شجاع بدوره البارز في مقاومة الاحتلال الإسرائيلي في الضفة الغربية، وخاصة في مخيم نور شمس وكان على قائمة المطلوبين لتل أبيب مدّة سنتين حتى اغتياله فجر التاسع والعشرين من آب/أغسطس 2024 في مخيّم نور شمس خلال عمليّة إسرائيلية كبيرة في قلبِ المخيّمات الشمالية للضفة.

## الحياة المبكّرة والتعليم
وُلد محمد جابر عام 1998 في مخيم نور شمس بمحافظة طولكرم لعائلة فلسطينية مهجَّرة من حيفا إثر نكبة 1948. ترعرع في بيئة عائليّة بين خمسة أشقاءٍ، وكان الأوسط بينهم. تلقّى أبو شجاع تعليمه في المخيم، إلا أنه لم يتمكن من إكمال دراسته بسبب الظروف القاسية التي عاشها تحتَ وقع الاحتلال.

## المسيرة العسكريّة

### البداية
بدأ محمد جابر نشاطه في مقاومة الاحتلال في سن مبكرة، حيث تعرض للاعتقال لأول مرة عندما كان عمره 17 عامًا فقط. اعتُقل المقاوم الفلسطيني أكثر من مرّة وقضى حوالي خمس سنوات في السجون الإسرائيلية.

### تأسيس كتيبة طولكرم
بعد الخروج من السجن لدى قوات الاحتلال، عملَ أبو شجاع في آذار/مارس 2022 رفقة عددٍ من المقاومين على تأسيسِ كتيبة طولكرم وهو ما كان. ظهرت الكتيبة لأول مرّة في مخيم نور شمس وقادها سيف أبو لبدة إلى أن اغتيلَ على يد القوات الإسرائيليّة في بداية نيسان/أبريل 2022 فخلفه أبو شجاع. توسَّعت الكتيبة تحتَ قيادة الأخير وصارت أكبر وأقوى كما زادت من عملياتها ضد قوات الاحتلال عبر التصدي للاقتحامات ومهاجمة الحواجز الإسرائيليّة التي تُحيط بمدن وبلدات الضفّة ونقاط التفتيش. ساهمَ أبو شجاع في تطوير الأساليب القتالية والتدريبية للمقاومين في الكتابة وعمل رفقة آخرين على تصنيع العبوات الناسفة والمتفجرات، إضافة إلى تطوير وحدات الرصد والدعم اللوجستي التي تعملُ جنبًا إلى جنبٍ مع الوحدات القتالية. زادت كل هذه العمليّات من شهرة الكتيبة وشهرة قائدها الذي أصبحَ هدفًا رئيسيًا لإسرائيل.
ظلت الكتيبة على تنسيقٍ عالٍ مع كتائب ومقاومين في نابلس و‌جنين وغيرهما وعلى الرغم من أنها تتمركز في طولكرم إلا أنها نفذت الكثير من العمليات في مناطق مختلفة من الضفة الغربية وشملت عملياتها العسكرية استهداف جنود الاحتلال عند نقاط التماس والحواجز التصدي لاقتحامات طولكرم ومُخيمي المدينة مخيم نور شمس ومخيم طولكرم. ضمَّت الكتيبة في شباط/فبراير 2023 فصيل مجموعة الرد السريع الذي أسَّسه الشاب أمير أبو خديجة وهو فصيلٌ يحمل شعار كتائب شهداء الأقصى.

### محاولات الاغتيال
تعرّض أبو شجاع لمحاولات اغتيال عديدة كما واجهَ تضييقات شديدة من السلطة الفلسطينية التي حاولت اعتقاله أكثر من مرّة، ورغم ذلك فقد استمرَّ في قيادة الكتيبة وتنفيذ عمليات وُصفت بالنوعيّة ضد الاحتلال الإسرائيلي خاصّة في مدينة محاصَرة ومراقبة مثل طولكرم حيث يصعب الحصول على التسليح والتدريب المناسب. اتهمته سلطات الاحتلال بالوقوف خلف العديد من العمليات ومنها عملية إطلاق النار في حزيران/يونيو 2024 التي أدت إلى مقتل الإسرائيلي أمنون مختار. لم تسلم عائلة محمّد من الاستهداف الإسرائيلي فقد قُتل شقيقه محمود في وقتٍ سابقٍ خلال اقتحام مخيم نور شمس واعتقل شقيقه الأكبر عدي أكثر من مرة بالإضافة إلى شقيقه الأصغر أحمد كما هدمت قوات الاحتلال منزلهم مما أدى إلى تشريد الأسرة ونزوحها عندَ الجيران.
اقتحمت إسرائيل وبأعداد كبيرةٍ من الجنود والآليات مدينة طولكرم يوم 19 نيسان/أبريل 2024 ففرضت حصارًا على المدينة والمخيّم وواجهت مقاومة من فصائل المقاومة التي استهدفت قوات الاحتلال عبر الرصاص تارة وعبر العبوات الناسفة تارة أخرى. لجأت إسرائيل خلال هذه العمليّة لسلاحِ الطيران، وبعد اشتباكٍ مباشرٍ على الأرض مع أبو شجاع ومجموعة من رفاقه أغارت طائرة مسيّرة حربية على منزلٍ تحصَّن فيه عددٌ من المقاومين فدمّرته بالكامل. زعمت وسائل إعلام عبريّة يومها نقلًا عن مصادر رسميّة في الجيش الإسرائيلي قولهم إنّ الجيش نجحَ في تحييد أبو شجاع. سُرعان ما نعته مساجد طولكرم وقال والده سامر جابر إنّ كل المعلومات تُشير إلى اغتياله بعد معارك دامت 50 ساعة، قبل أن يظهر أبو شجاع بعد يومين حاملًا سلاحه الرشّاش وسطَ الجموع أثناء تشييع رفاقه ضاربا عدة طلقات في الهواء ومتحديًا قوات الاحتلال التي كانت قد أعلنت اغتياله، ومنذ ذلك الحين سمّاه الأهالي الشهيد الحي.

## مضايقات السلطة
وقَّعت منظمة التحرير الفلسطينية على اتفاقية أوسلو عام 1993 وبموجبها ظهرت السلطة الوطنيّة التي تُلزم نفسها بمكافحة كل أشكال الكفاح المسلّح في الضفة الغربيّة التي تُسيطر عليها بدعمٍ مباشرٍ وغير مباشرٍ من إسرائيل. تقوم الأجهزة الأمنيّة التابعة للسلطة بتبادل المعلومات الأمنيّة مع القوات الإسرائيليّة حيث تشي بالمقاومين بل وتُحاول اعتقالهم كما قتلت بعضهم خلال محاولات اعتقال أو اشتباكات مسلّحة. لم يسلم أبو شجاع من ممارسات السلطة والتي يرى عديد الفلسطينيين والفصائل على حدٍ سواء أنها دخلت مرحلة العمالة لصالحِ الاحتلال، حيث اعتقلت محمد في مرتين كما ظلَّ مطاردًا لديها مثلما هو الحال مع إسرائيل.
حاولت هذه الأجهزة الأمنيّة في 27 تموز/يوليو 2024 اعتقاله لمّا اقتحمت مستشفى ثابت الحكومي أثناء تلقيه العلاج إثر إصابةٍ تعرّض لها على مستوى اليد خلال إعداد عبوّة ناسفة، فوجَّهت كتيبة طولكرم نداءً للشعب الفلسطيني للتجمهر حول المشفى وهو ما كان حيث تمكّن المواطنون الفلسطينيون من فكِّ الحصار عن المقاوِم. استمرَّت الأجهزة الأمنية في التواجد على مقربةٍ من المشفى، لكنَّ الاحتجاجات الشعبية الكبيرة التي شهدت ترديد عبارات تتهمُ السلطة وحركة فتح بالعمالة أجبرت الأمن في النهايةِ على الانسحاب.
أصدرت مجموعةٌ من الكتائب في الضفة الغربيّة بياناتٍ تستنكر تصرفات السلطة وتوعَّدت بالرد على هذه الأحداث، مؤكدة أن الحال سيشهدُ تصعيدًا في المواجهات بين الفصائل الفلسطينية والأجهزة الأمنية لو استمرَّت الأخيرة في هذه التصرفات.

## الاغتيال

### العملية الإسرائيلية
بدأ جيش الاحتلال الإسرائيلي عملية عسكرية كبيرة استهدفت مدن الشمال في الضفة الغربية بما في ذلك طولكرم وذلك بهدفِ «القضاء على المسلّحين» إضافةً لأهداف أخرى. فرض الجيش الذي استعانَ بالمقاتلات الحربيّة والطائرات المسيّرة ووحدات من حرس الحدود و‌الشاباك و‌المستعربين حصارًا مطبقًا على طولكرم ومدن أخرى. اندلعت اشتباكاتٌ عنيفةٌ مع المقاومين الذين حاولوا التصدّي للقوات المقتِحمة على أكثر من محور ومن بينهم مقاومي كتيبة طولكرم.
حاول أبو شجاع فجر 29 آب/أغسطس رفقة مجموعة من المقاومين الآخرين التصدي للقوات الإسرائيلية المتوغلّة داخل مخيّم نور شمس ثم اندلعت اشتباكاتٌ عنيفة بالرصاص داخل مسجدٍ في المخيم وهناك اغتيلَ على يدِ وحدات خاصّة إلى جانب 4 من رفاقه. أعلن جيش الاحتلال تمكّنه أخيرًا من اغتيال محمد جابر (أبو شجاع) إلى جانب أعضاء كتيبته، ونشر صورة له وهو مدرجًا بالدماء على مستوى رأسه.

### ردود الفعل
نعت سرايا القدس قائد كتيبتها وقالت إنّه «لا وقت للرثاء والبكاء» متوعدةً بالثأر له ولرفاقه، وردًا على العملية أعلنت سرايا القدس في نفس اليوم تمكّنها من نصبِ كمينٍ لقوات الاحتلال في محور المنشية بالمخيم، إذ فجرت عبوات ناسفة في قوة إسرائيلية وأوقعت فيها إصابات.
نعت حركة الجهاد الإسلامي هي الأخرى القيادي الميداني في صفوفِ ذراعها المسلَّح، وقالت إنّ «استشهاد أبو شجاع لن يوقف مسيرة المقاومة في الضفة الغربية» مشيرةً إلى أنه على الرغمِ من كل التهديدات والملاحقات المستمرة، فقد «بقي أبو شجاع رمزًا للشجاعة والمقاومة حتى لحظة استشهاده، تاركًا خلفه إرثًا من النضال المستمر ضد الاحتلال».